# 比爾然薩爾區
52°50′N 70°47′E / 52.833°N 70.783°E

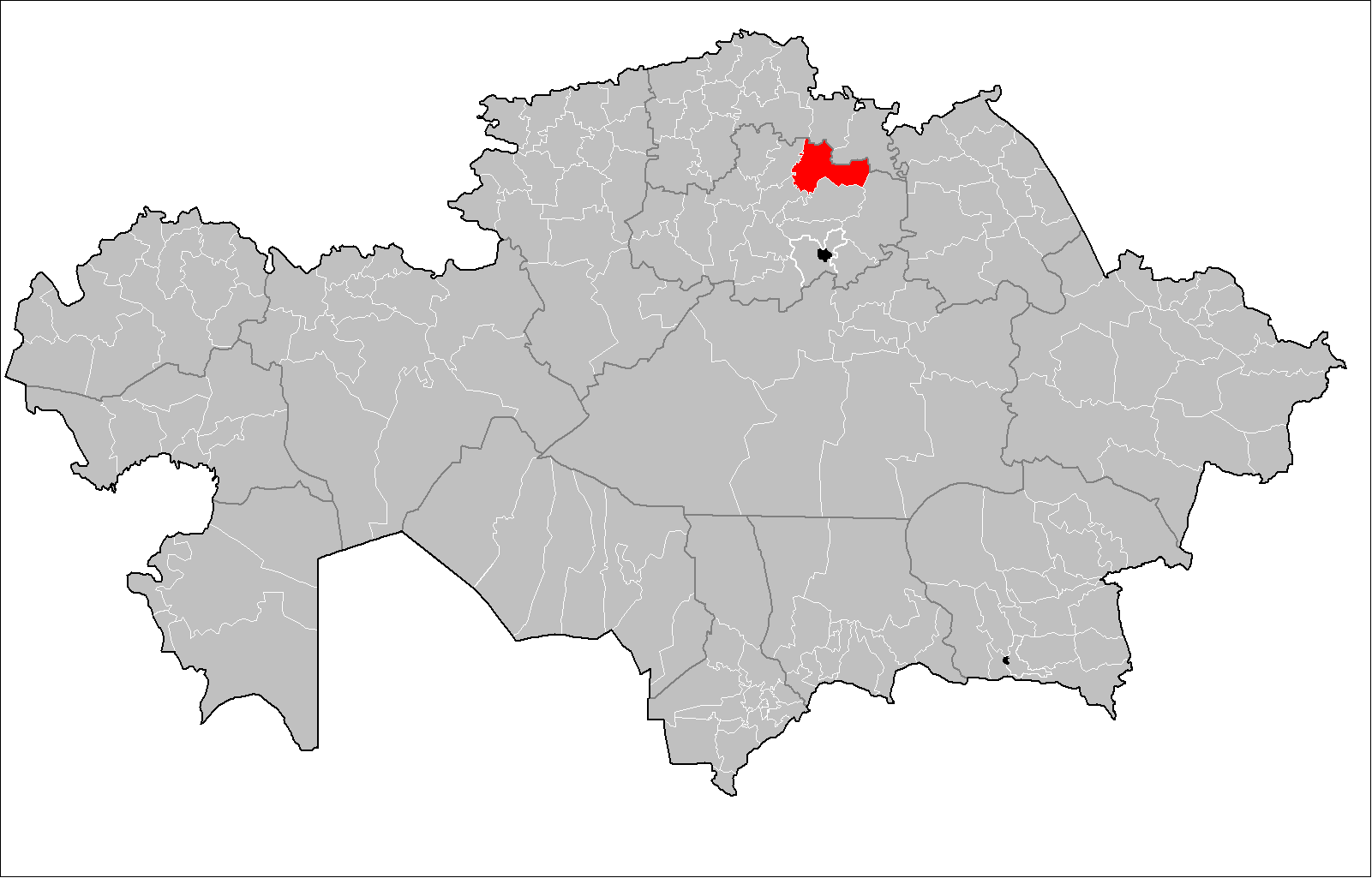

比爾然薩爾區是哈薩克斯坦的行政區，位於該國北部，由阿克莫拉州負責管轄，首府設於斯捷普尼亞克，始建於1932年，面積11,000平方公里，2013年人口16,499。